# Кошаркашка репрезентација Словеније
Кошаркашка репрезентација Словеније (словен. Slovenska košarkarska reprezentanca) представља Словенију на међународним кошаркашким такмичењима.

## Учешће на великим такмичењима

### Олимпијске игре(1)
| Година | Домет                | Ут.              | Доб.             | Изг.             | Позиција         |
| ------ | -------------------- | ---------------- | ---------------- | ---------------- | ---------------- |
| 1992.  | Није учествовала     | Није учествовала | Није учествовала | Није учествовала | Није учествовала |
| 1996.  | Није учествовала     | Није учествовала | Није учествовала | Није учествовала | Није учествовала |
| 2000.  | Није учествовала     | Није учествовала | Није учествовала | Није учествовала | Није учествовала |
| 2004.  | Није учествовала     | Није учествовала | Није учествовала | Није учествовала | Није учествовала |
| 2008.  | Није учествовала     | Није учествовала | Није учествовала | Није учествовала | Није учествовала |
| 2012.  | Није учествовала     | Није учествовала | Није учествовала | Није учествовала | Није учествовала |
| 2016.  | Није учествовала     | Није учествовала | Није учествовала | Није учествовала | Није учествовала |
| 2020.  | Утакмица за 3. место | 6                | 4                | 2                | 4.               |
| Укупно | —                    | 6                | 4                | 2                | —                |

### Светско првенство(4)
| Година | Домет            | Ут.              | Доб.             | Изг.             | Позиција         |
| ------ | ---------------- | ---------------- | ---------------- | ---------------- | ---------------- |
| 1994.  | Није учествовала | Није учествовала | Није учествовала | Није учествовала | Није учествовала |
| 1998.  | Није учествовала | Није учествовала | Није учествовала | Није учествовала | Није учествовала |
| 2002.  | Није учествовала | Није учествовала | Није учествовала | Није учествовала | Није учествовала |
| 2006.  | Осмина финала    | 6                | 2                | 4                | 9.               |
| 2010.  | Четвртфинале     | 9                | 5                | 4                | 8.               |
| 2014.  | Четвртфинале     | 7                | 5                | 2                | 7.               |
| 2019.  | Није учествовала | Није учествовала | Није учествовала | Није учествовала | Није учествовала |
| 2023.  | Четвртфинале     | 8                | 5                | 3                | 7.               |
| Укупно | —                | 30               | 17               | 13               | —                |

### Европско првенство(14)
| Година | Домет                 | Ут. | Доб. | Изг. | Позиција |
| ------ | --------------------- | --- | ---- | ---- | -------- |
| 1993.  | Прва фаза             | 3   | 1    | 2    | 14.      |
| 1995.  | Прва фаза             | 6   | 2    | 4    | 12.      |
| 1997.  | Прва фаза             | 5   | 1    | 4    | 14.      |
| 1999.  | Друга фаза            | 6   | 2    | 4    | 10.      |
| 2001.  | Прва фаза             | 3   | 1    | 2    | 15.      |
| 2003.  | Борба за четвртфинале | 4   | 2    | 2    | 10.      |
| 2005.  | Четвртфинале          | 6   | 4    | 2    | 6.       |
| 2007.  | Четвртфинале          | 9   | 6    | 3    | 7.       |
| 2009.  | Утакмица за 3. место  | 9   | 6    | 3    | 4.       |
| 2011.  | Четвртфинале          | 11  | 6    | 5    | 7.       |
| 2013.  | Четвртфинале          | 11  | 7    | 4    | 5.       |
| 2015.  | Осмина финала         | 6   | 3    | 3    | 12.      |
| 2017.  | Финале                | 9   | 9    | 0    |          |
| 2022.  | Четвртфинале          | 7   | 5    | 2    | 6.       |
| Укупно | —                     | 95  | 55   | 40   | —        |

## Појединачни успеси
- Идеални тим Светског првенства:
  - Лука Дончић (2023)

- Најкориснији играч Европског првенства:
  - Горан Драгић (2017)

- Идеални тим Европског првенства:
  - Горан Драгић (2013, 2017)
  - Еразем Лорбек (2009)
  - Лука Дончић (2017)